# Österreichischer Volleyball-Cup 2012/13 (Frauen)
Der Österreichische Volleyball-Cup der Frauen wurde in der Saison 2012/13 vom Österreichischen Volleyballverband zum 33. Mal ausgespielt und begann am 11. Oktober 2012 mit der ersten Runde und endete am 21. Februar 2013 mit dem Finale. Der Pokal ging an die SG SVS Post.

## Teilnehmende Mannschaften
Für den österreichischen Volleyball-Cup haben sich anhand der Teilnahme der Ligen der Saison 2012/13 folgende 29 Mannschaften, die nach der Saisonplatzierung der 1. Bundesliga 2011/12, der 2. Liga Ost 2011/12 und der 2. Liga West 2011/12 geordnet sind, qualifiziert. Teams, die als durchgestrichen gekennzeichnet sind, nahmen am Wettbewerb aus diversen Gründen nicht am Wettbewerb teil oder sind die erste Mannschaften und spielten daher nicht um den Pokal mit. Weiters konnten noch der Landescupsieger, der Landesmeister oder deren Vertreter der Saison 2011/12 teilnehmen.
| 1. Bundesliga (10) | 1. Bundesliga Aufstiegsrunde (3) |
| --- | --- |
| - SG SVS Post (NÖ) (M) (C) - ASKÖ Linz Steg (OÖ) - SG SVS X-Volley (NÖ) - VC Tirol (T) - ATSC Wildcats Klagenfurt (K) - UVC Graz (ST) (N) - TSV Hartberg (ST) - TI-volley (T) - SG UVF Melk (NÖ) - SG WSV Eisenerz/VBV Trofaiach (ST) - TV Oberndorf (S)                                               | - SG UVF Melk (NÖ) siehe 1. Bundesliga - SG WSV Eisenerz/VBV Trofaiach (ST) siehe 1. Bundesliga - PSV VBG Salzburg (S) - TV Oberndorf (S) siehe 1. Bundesliga - Union Güssing (B) - TuS Bad Radkersburg (ST) - Union West-Wien (W) - ASKÖ Linz Steg II (OÖ) |
| Frühjahrsdurchgang | |
| 2. Bundesliga Ost (7) | 2. Bundesliga West (4) |
| - VolleyTeam Wien-Roadrunners (W) - Sportunion Langenlebarn (NÖ) - SG volleyteam Südstadt (NÖ) (N) - SK Aich/Dob (K) - SG AVC Klagenfurt/Speedvolley Grafenstein (K) (N) und - UVC Graz II (ST) - VBK Klagenfurt (K) - ATSC Wildcats Klagenfurt II (K) - ATSE Graz (ST) - TU Deutschlandsberg (ST) (N) | - VC Dornbirn (V) - SG ASKÖ Perg/Pregarten (OÖ) - VC Mils (T) - SG Prinz Brunnenbau Volleys (OÖ) statt SG Schwertberg/ASKÖ Ried - TI-volley II (T) - SU inzingvolley (T)                                                                                    |
| Landescupsieger und Landesmeister (5) | |
| - SSV HIB Liebenau (ST) - VC Olympia Innsbruck (T) - VC Klosterneuburg (NÖ) | - SV Silz (T) - volley16wien (W) |
| Erläuterungen Länderkürzel: (B): Burgenland, (K): Kärnten, (OÖ): Oberösterreich, (NÖ): Niederösterreich, (S): Salzburg, (ST): Steiermark, (T): Tirol, (W): Wien, (V): Vorarlberg | |

| (M) | amtierender Meister      |
| (C) | amtierender Cupsieger    |
| (N) | Neuaufsteiger der Saison |

## Turnierverlauf

### Vorrunde
| Datum             | Team 1                                    | Team 2                        | Ergebnis                                |
| ----------------- | ----------------------------------------- | ----------------------------- | --------------------------------------- |
| 11.10.2012, 19:00 | volley16wien                              | SG SVS Post                   | 0:3 (12:25, 10:25, 4:25)                |
| 12.10.2012, 19:30 | SV Silz                                   | SU inzingvolley               | 2:3 (21:25, 25:17, 25:18, 23:25, 7:15)  |
| 14.10.2012, 14:00 | SSV HIB Liebenau                          | VBK Klagenfurt                | 1:3 (25:23, 17:25, 18:25, 20:25)        |
| 14.10.2012, 14:00 | TV Oberndorf                              | VC Dornbirn                   | 1:3 (23:25, 25:18, 19:25, 21:25)        |
| 14.10.2012, 14:00 | SG AVC Klagenfurt/Speedvolley Grafenstein | TSV Hartberg                  | 0:3 (13:25, 11:25, 21:25)               |
| 14.10.2012, 15:00 | Union West-Wien                           | SG UVF Melk                   | 1:3 (19:25, 19:25, 25:23, 19:25)        |
| 14.10.2012, 15:00 | Union Güssing                             | SG WSV Eisenerz/VBV Trofaiach | 2:3 (25:16, 25:22, 18:25, 16:25, 14:16) |
| 14.10.2012, 15:30 | SK Aich/Dob                               | UVC Graz                      | 0:3 (16:25, 20:25, 18:25)               |
| 14.10.2012, 16:00 | VC Mils                                   | VC Tirol                      | 1:3 (22:25, 25:21, 16:25, 10:25)        |
| 14.10.2012, 16:00 | VC Olympia Innsbruck                      | PSV VBG Salzburg              | 0:3 (17:25, 13:25, 9:25)                |
| 14.10.2012, 16:00 | ATSE Graz                                 | ATSC Wildcats Klagenfurt      | 0:3 (13:25, 23:25, 17:25)               |
| 14.10.2012, 18:30 | SG volleyteam Südstadt                    | SG Prinz Brunnenbau Volleys   | 3:2 (25:15, 16:25, 25:12, 17:25, 15:10) |
| 15.10.2012, 20:00 | VC Klosterneuburg                         | Sportunion Langenlebarn       | 3:0 (25:17, 25:16, 25:16)               |

### Achtelfinale
Folgende drei Vereine stiegen in das Achtelfinale ein:
ASKÖ Linz Steg, VolleyTeam Wien-Roadrunners und TI-volley.
| Datum             | Team 1                        | Team 2                      | Ergebnis                               |
| ----------------- | ----------------------------- | --------------------------- | -------------------------------------- |
| 07.11.2012, 20:30 | SG WSV Eisenerz/VBV Trofaiach | UVC Graz                    | 0:3 (21:25, 21:25, 21:25)              |
| 11.11.2012, 16:00 | VC Tirol                      | ASKÖ Linz Steg              | 0:3 (15:25, 20:25, 25:27)              |
| 11.11.2012, 16:30 | SU inzingvolley               | VBK Klagenfurt              | 0:3 (keine Information)                |
| 11.11.2012, 17:00 | SG UVF Melk                   | TSV Hartberg                | 2:3 (25:23, 18:25, 19:25, 25:19, 7:15) |
| 11.11.2012, 17:00 | PSV VBG Salzburg              | ATSC Wildcats Klagenfurt    | 1:3 (9:25, 25:18, 22:25, 23:25)        |
| 11.11.2012, 17:30 | VC Dornbirn                   | TI-volley                   | 0:3 (20:25, 20:25, 18:25)              |
| 11.11.2012, 18:30 | SG volleyteam Südstadt        | SG SVS Post                 | 0:3 (15:25, 11:25, 14:25)              |
| 11.11.2012, 18:30 | VC Klosterneuburg             | VolleyTeam Wien-Roadrunners | 0:3 (15:25, 19:25, 24:26)              |

### Viertelfinale
| Datum             | Team 1         | Team 2                      | Ergebnis                         |
| ----------------- | -------------- | --------------------------- | -------------------------------- |
| 02.12.2012, 14:00 | UVC Graz       | ATSC Wildcats Klagenfurt    | 3:0 (25:21, 25:22, 25:22)        |
| 02.12.2012, 15:00 | TSV Hartberg   | VBK Klagenfurt              | 3:1 (25:15, 25:16, 24:26, 25:15) |
| 02.12.2012, 16:00 | ASKÖ Linz Steg | SG TI-volley                | 3:0 (25:15, 25:19, 25:22)        |
| 02.12.2012, 17:00 | SG SVS Post    | VolleyTeam Wien-Roadrunners | 3:0 (25:13, 25:20, 25:15)        |

### Halbfinale
| Datum             | Team 1         | Team 2       | Ergebnis                         |
| ----------------- | -------------- | ------------ | -------------------------------- |
| 13.01.2013, 16:00 | ASKÖ Linz Steg | TSV Hartberg | 1:3 (25:22, 14:25, 22:25, 12:25) |
| 25.01.2013, 21:00 | SG SVS Post    | UVC Graz     | 3:0 (25:15, 25:8, 25:23)         |

### Finale
| Datum             | Team 1       | Team 2      | Ergebnis                  |
| ----------------- | ------------ | ----------- | ------------------------- |
| 21.02.2013, 17:30 | TSV Hartberg | SG SVS Post | 0:3 (22:25, 18:25, 19:25) |